# Kjell Eriksson
Kjell Eriksson (ur. 1953 w Uppsali) – szwedzki autor powieści kryminalnych oraz ogrodnik i były działacz związkowy.

## Życiorys
Z zawodu jest ogrodnikiem. Przez wiele lat prowadził własną firmę ogrodniczą. Od 1970 działał w związku zawodowym rolników szwedzkich. Należał do Komunistycznej Partii Szwecji (Sveriges kommunistiska parti – SKP) oraz ugrupowania Demokracja Ludowa (Folkdemokraterna}. Jako pisarz zadebiutował w 1993 książką Knäppgöken. Popularność przyniósł mu cykl powieści kryminalnych, których główną bohaterką jest inspektor policji Ann Lindell. Jego książki zostały przetłumaczone na ponad czternaście języków.
Mieszka w Uppsali, corocznie jednak kilka miesięcy spędza w Brazylii. Ma dwoje dorosłych dzieci.

## Twórczość
- Knäppgöken (1993) – powieść
- Frihetsgrisen (1995) – powieść
- Efter statarna-en ny tid (1995) – zbiór reportaży
- Simma i mörker (2012) – autobiografia
- Spetsad: Ett fall för kommissarie Santos (2013) – powieść
- Smärta: Ett fall för kommissarie Santos (2014) – powieść
- Att skjuta hästar (2015) – powieść

Cykl z inspektor Ann Lindell
- Den upplysta stigen (1999)
- Jorden må rämna (2000)
- Stenkistan (2001) – wyd pol. Kamienna cisza, Amber 2014, tłum. Ewa Chmielewska-Tomczak
- Prinsessan av Burundi (2002) – wyd pol. Księżniczka Burundi, Amber 2012, tłum. Elżbieta Frątczak-Nowotny
- Nattskärran (2003) – wyd.pol. Nocny śpiew ptaka, Amber 2014, tłum. Elżbieta Frątczak-Nowotny
- Nattens grymma stjärnor (2004) – wyd pol. Okrutne gwiazdy nocy, Amber 2013, tłum. Agnieszka Zajda
- Mannen från bergen (2004) – wyd. pol. Człowiek z gór, Amber 2016, tłum. Małgorzata Stefaniuk
- Den hand som skälver (2007) – wyd pol. Ręka która zadrży, Amber 2013, tłum. Agnieszka Zajda, Elżbieta Frątczak-Nowotny
- Svarta lögner, rött blod (2008) – wyd pol. Czarne kłamstwa, czerwona krew, Amber 2015, tłum. Ewa Chmielewska-Tomczak
- Öppen grav (2009) – wyd pol. Przeszłość czeka, Amber 2016, tłum. Maciej Nowak-Kreyer, Agnieszka Zajda
- Den skrattande hazaren (2019)
- Dödsuret (2020)
- Ett dödligt tillstånd (2021)

## Nagrody
- 1999 Nagroda Szwedzkiej Akademii Twórców Literatury Kryminalnej za najlepszy debiut powieściowy – Den upplysta stigen[1]
- 2002 Najlepsza szwedzka powieść kryminalna – Księżniczka Burundi[1]
- 2006 Stig Sjödinpriset
- 2013 Ivar Lo-priset[1]